# Panthiades bathildis
Panthiades bathildis is een vlinder uit de familie van de Lycaenidae. De wetenschappelijke naam van de soort werd als Pseudolycaena bathildis in 1865 gepubliceerd door Felder & Felder.

## Synoniemen
- Papilio battus Cramer, 1775
- Thecla jalan Reakirt, 1867
- Thecla aufidena Hewitson, 1869